# Mathilde Kralik
Mathilde Aloisia Kralik von Meyrswalden (Linz, 3. prosinca 1857. – Beč, 8. ožujka 1944.), austrijska pijanistica i skladateljica s prijelaza iz 19. u 20. stoljeće, najplodnija u razdoblju uoči Prvoga svjetskog rata.
Kako je otac William svirao violinu, a majka Louise glasovir odrastala je uz glazbu unutar obitelji. Svoje prve radove, poeme i himne pisala je temeljene na bratovim djelima. Glasovirsku poduku dobila je od majke još u djetinjstvu, a bila je i učenicom Antona Brucknera i Juliusa Epsteina. Studirala je na glazbenom konzervatoriju u rodnom Linzu, na kojem je diplomirala skladanje.
Još 1894. i 1895. djela su još doživjela praizvedbe u bečkom Musikvereinu i postala sastavni dio njegova repertoara. Bila je članicom Bečkih glazbenika, Društva bečkih književnika i umjetnika te počasna predsjednica Ženskoga udruženja bečkih zborova. Najveći uspjeh doživjela je operom Blume und Weissblume, koja je svoju praizvedbu imala u njemačkom Hagenu te je svoju popularnost zahvalila i velikom pokriću u medijima jer se smatrala svojevrsnom senzacijom.
Majčina smrt krajem 1905. ostavlja velikog traga na njezinom stvaralaštvu te se, unatoč brojnim izvedbama i popularnosti, počela povlačiti iz javnog života. Nakon Prvoga svjetskog rata njezino stvaralaštvo pada u zaborav te umire u osami u ožujku 1944. u Beču.
Pisala je skladbe za glasovir, orgulje, orkestar, kao i oratorije, kantate, vokalnu i komornu glazbu, offertorije i melodrame.

## Vanjske poveznice
- Popis skladbi na klassika.info